# Mnet Asian Music Awards 2017
Die 19. Mnet Asian Music Awards wurden im Jahr 2017 zum ersten Mal an vier Tagen und in drei Städten abgehalten. Die „MAMA Woche“ begann am 25. November mit der ersten Show in Vietnam. Es folgten eine Show in Japan am 29. November, eine kleinere Veranstaltung im W Hotel in Hongkong am 30. November und die finale Show am 1. Dezember in der AsiaWorld-Arena in Hongkong. Damit fanden die Verleihungen zum achten Mal außerhalb von Südkorea statt.
Die Veranstaltungen standen unter dem Motto „Coexistance“.

## Veranstaltungsorte
| Datum             | Ort                        | Arena            |
| ----------------- | -------------------------- | ---------------- |
| 25. November 2017 | Ho-Chi-Minh-Stadt, Vietnam | Hoa Binh-Theater |
| 29. November 2017 | Yokohama, Japan            | Yokohama Arena   |
| 30. November 2017 | Hongkong, China            | W Hotel          |
| 1. Dezember 2017  | Hongkong, China            | AsiaWorld-Arena  |

## Abstimmungskriterien
Qualifiziert für eine Nominierung waren Lieder oder Alben, die zwischen dem 27. Oktober 2016 und dem 18. Oktober 2017 veröffentlicht wurden.
Die Nominierten wurden am 19. Oktober bekannt gegeben. Vom 21. Oktober bis 28. November konnte online auf der MAMA-Webseite, der Qoo10-Webseite und mittels der jeweiligen Apps abgestimmt werden.
| Kategorien                                                 | Online Abstimmung | MAMA Expertenjury | Digitale Verkäufe | Physische Verkäufe |
| ---------------------------------------------------------- | ----------------- | ----------------- | ----------------- | ------------------ |
| Artist of the Year Award Category (Künstler-Kategorien) 1) | 30 %              | 30 %              | 30 %              | 10 %               |
| Song of the Year Award Category (Genre-Kategorien) 2)      | 20 %              | 40 %              | 30 %              | 10 %               |
| Album of the Year                                          | –                 | 40 %              | –                 | 60 %               |
| Special Prize 3)                                           | 30 %              | 70 %              | –                 | –                  |

## Gewinner und Nominierte
Die Gewinner der jeweiligen Preise sind fett dargestellt.
| Qoo10 Artist of the Year (Daesang) | Qoo10 Album of the Year (Daesang) |
| --- | --- |
| - BTS - Exo - Twice - Wanna One - IU | - EXO – The War - BTS – Love Yourself: Her - Wanna One – 1x1=1 (To Be One) - Twice – Signal - Seventeen – Al1 |
| Qoo10 Song of the Year (Daesang) | Best New Male Artist |
| - Twice – Signal - EXO – Ko Ko Bop - Heize – You, Clouds, Rain - Red Velvet – Red Flavor - IU – Through the Night | - Wanna One - Golden Child - The East Light - Samuel - Jeong Se-woon |
| Best New Female Artist | Best Male Group |
| - Pristin - Dreamcatcher - Momoland - Weki Meki - Chungha | - Wanna One - Exo - Got7 - NU'EST W - BTS - Seventeen |
| Best Female Group | Best Male Artist |
| - Red Velvet - Blackpink - Twice - Mamamoo - GFriend | - Zico - G-Dragon - Zion.T - Psy - Jong Shin-yoo |
| Best Female Artist | Best Dance Performance – Solo |
| - IU - Sunmi - Suzy - Taeyeon - Heize | - Taemin – Move - Sunmi – Gashina - Psy – New Face - Lee Hyori – Black - Hyuna – Babe |
| Best Dance Performance – Male Group | Best Dance Performance – Female Group |
| - Seventeen – Don't Wanna Cry - EXO – Ko Ko Bop - NCT 127 – Cherry Bomb - Monsta X – Beautiful - BTS – DNA - VIXX – Shangri-La | - Twice – Signal - Apink – Five - Red Velvet – Red Flavor - Girls’ Generation – Holiday - GFriend – Love Whisper |
| Best Vocal Performance – Male Solo | Best Vocal Performance – Female Solo |
| - Jong Shin-yoon – Like it - Zion.T – The Song - Jung Seung-hwan – The Fool - Han Dong-geun – Crazy - Hwang Chi-yeul – A Daily Song | - Heize – You, Clouds, Rain - Kim Se-jeong (Gugudan) – Flower Way - Suran – If I Get Drunk Today - IU – Through the Night - Jeong Eun-ji – The Spring |
| Best Vocal Performance – Group | Best Band Performance |
| - Bolbbalgan4 – Tell Me You Love Me - Winner – Really Really - Mamamoo – Yes I Am - BtoB – Missing You - Highlight – Calling You | - Hyukoh – Tomboy - CNBlue – Between Us - DAY6 – I Smile - F.T. Island – Wind - BUZZ – The Love |
| Best HipHop & Urban Music | Best Collaboration |
| - Heize – Don't know you - Dean – Come Over - Mad Clown – Lost Without You - Woo Won-jae – We Are - Zico – Artist | - Dynamic Duo & Chen – Nosedive - IU & Ohhyuk – Can't Love You Anymore - Hyolyn & Changmo – Blue Moon - Jay Park & Dok2 – Most Hated - Soyou & Baekhyun – Rain |
| Best Music Video | Best OST |
| - BTS – Spring Day - EXO – Power - Twice – Signal - Wanna One – Energetic - Seventeen – Don't Wanna Cry | - Ailee – I Will Go to You Like the First Snow (Goblin) - Bolbbalgan4 – You And I From The Beginning (Ruler: Master of the Mask) - Suzy – I Love You Boy (While You Were Sleeping) - Chanyeol, Punch – Stay With Me (Goblin) - Crush – Beautiful (Goblin)                                                                                            |
| Special Awards | Professional Awards |
| - Best of Next Award: Wanna One, Chungha - Worldwide Favorite Artist: Seventeen - Best Asian Artist (Indonesien) – Agnez Mo - Best Asian Artist (Thailand) – Lula - Best Asian Artist (Singapur) – Aisyah Aziz - Best Asian Artist (Vietnam) – Tóc Tiên - Best Asian Artist (Japan) – AKB48 - Best Asian Artist (Mandarin) – Karen Mok - Vietnam Breakthrough Artist – Sơn Tùng M-TP - Best Asian Style in Japan – EXO-CBX - Inspired Achievement – Yasushi Akimoto - Best Concert Performer – Monsta X - Discovery of the Year – NU'EST W - Mwave Global Fans Choice – EXO - Style in Music – Sunmi - New Asian Artist – NCT 127 - Best Asian Style in Hong Kong – BTS - World Performer – Got7 | - Best Visual & Art Director of the Year – Yang - Best Choreographer of the Year – Choi Young-jun - Best Video Director of the Year – Atsushi Makino - Best Engineer of the Year – Dat Nguyen Minh - Best Producer of the Year – Pdogg - Best Executive of the Year – George Trivino - Best Composer of the Year – Raisa Andriana & Isyana Sarasvati |

## Moderation und Präsentatoren

### Vietnam
| Name                              | Anmerkungen                                      |
| --------------------------------- | ------------------------------------------------ |
| Thu Minh                          | Moderation                                       |
| Le Hieu und Pham Huong            | Präsentatoren für Best Asian Artist (Indonesien) |
| Khac Hung und Angela Phuong Trinh | Präsentatoren für Best Asian Artist (Thailand)   |
| Hua Vi Van und Diem My            | Präsentatoren für Best of Next Award             |
| Trinh Thang Binh und Hari Won     | Präsentatoren für Vietnam Breakthrough Artist    |
| Kang Tae-Oh und Chi Pu            | Präsentatoren für Best Asian Artist (Singapur)   |
| Quang Dung und Thanh Hang         | Präsentatoren für Best Asian Artist (Vietnam)    |
| Thu Minh                          | Präsentator für Worldwide Favorite Artist        |

### Japan
| Name                            | Anmerkungen                                                        |
| ------------------------------- | ------------------------------------------------------------------ |
| Park Bo-gum                     | Moderation                                                         |
| I.O.I                           | Präsentatoren für Best New Female Artist                           |
| Chu Sung-hoon und Lee Ho-jung   | Präsentatoren für Best New Male Artist & Best Asian Style in Japan |
| Seo Kang-jun                    | Präsentator für Inspired Achievement                               |
| Fujii Mina                      | Präsentatorin für Best of Next Award                               |
| Cho Sae-ho                      | Präsentator für Best Dance Performance – Female Group              |
| Sung Hoon und Lee Sun-bin       | Präsentatoren für Best Concert Performer                           |
| Yano Shiho                      | Präsentatorin für Discovery of the Year                            |
| Harada Ryuiji und Ishida Nicole | Präsentatoren für Mwave Global Fans Choice                         |
| Lim Ju-hwan und Kim So-hyun     | Präsentatoren für Best Male Artist                                 |
| Satoh Takeru                    | Präsentator für Best Dance Performance – Male Group                |
| BoA                             | Präsentatorin für Qoo10 Song of the Year (Daesang)                 |

### Hongkong
| Name                         | Anmerkungen                                                                              |
| ---------------------------- | ---------------------------------------------------------------------------------------- |
| Song Joong-ki                | Moderation                                                                               |
| Kim Min-seok und Kim Sae-ron | Präsentatoren für Best HipHop & Urban Music und Best Band Performance                    |
| Kim Yu-jeong                 | Präsentatorin für Best Music Video                                                       |
| Ji-soo und Nam Joo-hyuk      | Präsentatoren für Best Collaboration und Style in Music                                  |
| Kwon Yul und Kim Jae-wook    | Präsentatoren für Best Vocal Performance – Female Solo und Best Dance Performance – Solo |
| Jo Sae-ho und Ahn Jae-hyeon  | Präsentatoren für Best Vocal Performance – Group und New Asian Artist                    |
| Wong Cho Lam und Cho Bo-ah   | Präsentatoren für Best Female Group und Best Asian Style in Hong Kong                    |
| Lee Bum-soo und Lee Chung-ah | Präsentatoren für Best OST und World Performer                                           |
| Pack Ju-mi                   | Präsentatorin für Best Asian Artist Mandarin                                             |
| Lee Hanee und Ahn Jae-hyeon  | Präsentatoren für Best Male Group                                                        |
| Son Ji-hyo und Yoon Kyesand  | Präsentatoren für Qoo10 Artist of the Year (Daesang)                                     |
| Lee Young-ae                 | Präsentatorin für Qoo10 Album of the Year (Daesang)                                      |

## Liveacts

### Vietnam
| Name                         | Titel                                                  | Motto                  |
| ---------------------------- | ------------------------------------------------------ | ---------------------- |
| Tóc Tiên                     | I Am Not The Only One, I'm in Love                     | Guiding Star           |
| Lula                         | Mun Keu Kwahm Ruk, Rheung Tee Khor                     | Lulaland               |
| Aisyah Aziz                  | Tanda Tanya, Mimpi                                     | Word, Word             |
| Erik, Duc Phuc und Hoa Minzy | Mashup Love Songs                                      | Better Together        |
| Samuel                       | Sixteen, Candy                                         | Realization of a Dream |
| Agnez Mo                     | Coke Bottle, Long As I Get Paid, Damn, I Love You      | Crush on You           |
| Wanna One                    | Intro + Energetic, Burn It Up                          | Energetic Shock        |
| Seventeen                    | I Don't Know, Well, Don't Wanna Cry, Without You, Clap | Show Never Ends        |

### Japan
| Name                                                                 | Titel                                           | Motto                     |
| -------------------------------------------------------------------- | ----------------------------------------------- | ------------------------- |
| BoA                                                                  | Girls on Top                                    | Coexistence               |
| Seventeen                                                            | No. 1                                           | Coexistence               |
| Twice                                                                | My Name                                         | Coexistence               |
| BoA und Hwang Min-hyun                                               | Only One                                        | Coexistence               |
| BoA                                                                  | CAMO                                            | Coexistence               |
| Monsta X                                                             | Beautiful (2017 MAMA Mix ver.), Dramarama       | Flesh and Bone            |
| Weki Meki                                                            | Sugar High, I Don't Like Your Girlfriend        | It's Showtime             |
| Chungha                                                              | Hand On Me, Why Don't You Know                  | It's Showtime             |
| Pristin                                                              | We Are Pristin, Wee Woo                         | It's Showtime             |
| Weki Meki, Chungha, Pristin, Idol School Class 1, Fromis 9 und AKB48 | Pick Me, Heavy Rotation, Koisuru Fortune Cookie | It's Showtime             |
| Zico                                                                 | Anti, Artist                                    | ZICO Prod. By ZICO        |
| Fromis 9                                                             | Glass Shoes                                     | Nine Promises             |
| Twice                                                                | TT, Signal, Likey (2017 MAMA Mix ver.)          | Dancing Like Twice        |
| Wanna One                                                            | Energetic, Burn It Up: Prequel Mix              | Revolution                |
| Seventeen                                                            | Mansae, Clap                                    | Time Between Dog and Wolf |
| NU'EST W                                                             | Where You At                                    | Time Between Dog and Wolf |
| NU'EST W und Seventeen                                               | Heaven                                          | Time Between Dog and Wolf |
| EXO-CBX                                                              | Hey Mama!, Ka-CHING! (Remix Ver.)               | Curious, Brilliant, XOXO  |

### Hongkong
| Name                                                | Titel                                              | Motto                   |
| --------------------------------------------------- | -------------------------------------------------- | ----------------------- |
| Dynamic Duo und Chen                                | Nosedive                                           | Together                |
| Dynamic Duo, Jackson Wang, Vernon, JooHeon und Mark | 1/n (2017 MAMA Remix Ver.)                         | Together                |
| Taemin                                              | Door                                               | Fatal Temptation        |
| Sunmi                                               | Gashina                                            | Fatal Temptation        |
| Taemin und Sunmi                                    | Move                                               | Fatal Temptation        |
| Heize                                               | You, Cloud, Rain, Don't Know You                   | 2 Rooms                 |
| Bolbbalgan4                                         | Say You Love Me, Some                              | 2 Rooms                 |
| Got7                                                | You Are                                            | Perfect 7 Days          |
| Got7 und Day6                                       | Never Ever (Rock Version)                          | Perfect 7 Days          |
| Hitchhiker                                          | 11                                                 | Red City                |
| NCT 127                                             | The 7th Sense - Reverse, Cherry Bomb               | Red City                |
| Hitchhiker, Taeyong, Seulgi                         | I Just, Around (Remix Ver.)                        | Red City                |
| Red Velvet                                          | Peek-A-Boo                                         | Red City                |
| Hitchhiker, NCT 127 und Red Velvet                  | $10 (2017 MAMA Mix Ver.)                           | Red City                |
| Soyou                                               | I Miss You                                         | Scene of Love           |
| Chanyeol & Soyou                                    | Stay With Me                                       | Scene of Love           |
| Ailee                                               | I Will Go to You Like the First Snow               | Scene of Love           |
| Hyukoh                                              | Wanli                                              | Eastern Wave            |
| EXO                                                 | The Eve, Ko Ko Bop, Power (Remix Ver.)             | The Force of the Planet |
| Kai                                                 | I See You                                          | The Force of the Planet |
| Wanna One                                           | Nothing Without You, Beautiful, Energetic, Pick Me | Vivid Dream             |
| Karen Mok                                           | Love of My Life                                    | The Empress Arrives     |
| Super Junior                                        | Black Suit                                         | Super Junior Rises      |
| BTS                                                 | Not Today, DNA, MIC Drop (Steve Aoki Remix)        | Beyond Wormhole         |
| RM, Suga und J-hope                                 | Cypher 4                                           | Beyond Wormhole         |